# Mumwinjiro
Mumwinjiro är ett vattendrag i Burundi.   Det ligger i provinsen Ruyigi, i den centrala delen av landet, 90 km öster om huvudstaden Bujumbura.
Omgivningarna runt Mumwinjiro är en mosaik av jordbruksmark och naturlig växtlighet. Runt Mumwinjiro är det ganska tätbefolkat, med 111 invånare per kvadratkilometer.